# Astragalus ibrahimianus
Astragalus ibrahimianus es una planta de la familia de las fabáceas.

## Descripción
Arbusto espinoso pequeño, rastrero, poco ramificado. Hojas paripinnadas, pecíolos o raquis persistentes y con puntas vulnerables; 4-6 pares de folíolos, estípulas fusionadas; folíolos obovados, sésiles, cubiertos de un tomento denso, formado por pelos bifurcados; folíolos rápidamente caducos. Inflorescencia en racimos cortos axilares de 1-4 flores. Cáliz tubular. Corola amarillo oro, vaina con dos celdas, incluida en el cáliz.

## Distribución y hábitat
Endémica de alta montaña  en Marruecos, en pastos rocosos, entre 2200-3400 m; Atlas Medio: Bou Iblane y Galberrahal, Alto Atlas central, Siroua; bioclima semiárido-subhúmedo; muy frío-extremamente frío; Montaña mediterránea-oromediterranea.

## Taxonomía
Sinónimos heterotípicos
- Astragalus ibrahimianus var. cossonianus Emb. & Maire (1930)
- Astragalus ibrahimianus var. mesatlanticus Emb. & Maire (1930)
- Astragalus ochroleucus Coss. (1875)